# 129 î.Hr.

## Decese
- dată necunoscută: Scipio Aemilianus  (n. 185 î.Hr.)